# Перленооки
Перленооките (Scopelarchidae) са семейство актиноптери от разред Аулопообразни (Aulopiformes).
Таксонът е описан за пръв път от Чарлз Тейт Риган през 1911 година.

## Родове
- Benthalbella
- Lagiacrusichthys
- Rosenblattichthys
- Scopelarchoides
- Scopelarchus